# Sokolja teorija
Sokolja teorija razlaga, da se mora motiv v noveli na določenih mestih ponavljati tipičen predmet. Sokoljo teorijo je v 19. stoletju formuliral nemški pisatelj Paul Heyse na osnovi Novele o sokolu, ki jo je napisal Giovanni Boccaccio  v Dekameronu.